# Hypothyris mansuetus
Hypothyris mansuetus är en fjärilsart som beskrevs av William Chapman Hewitson 1860. Hypothyris mansuetus ingår i släktet Hypothyris och familjen praktfjärilar. Inga underarter finns listade i Catalogue of Life.

## Bildgalleri

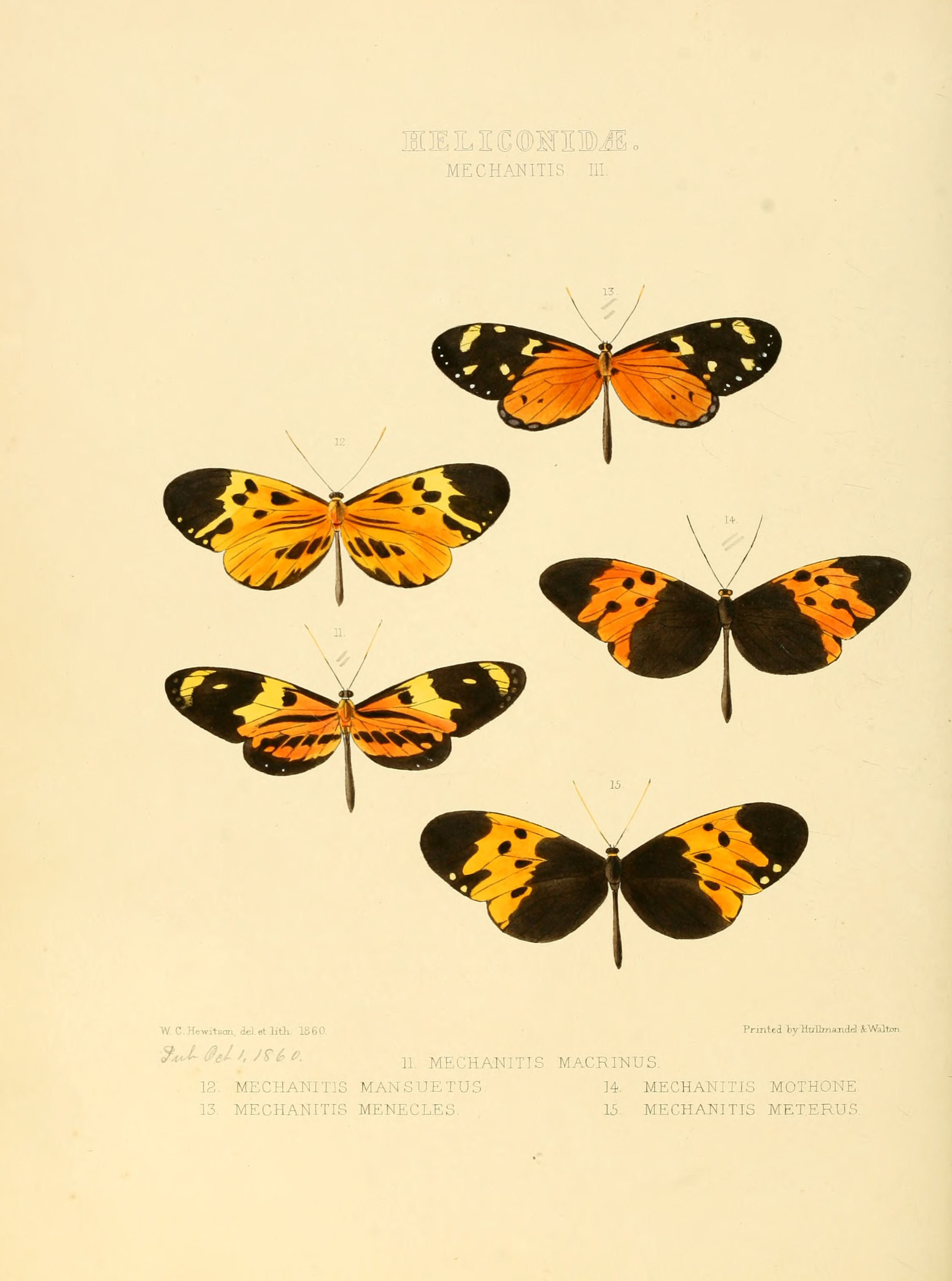